# Erasmusbrug

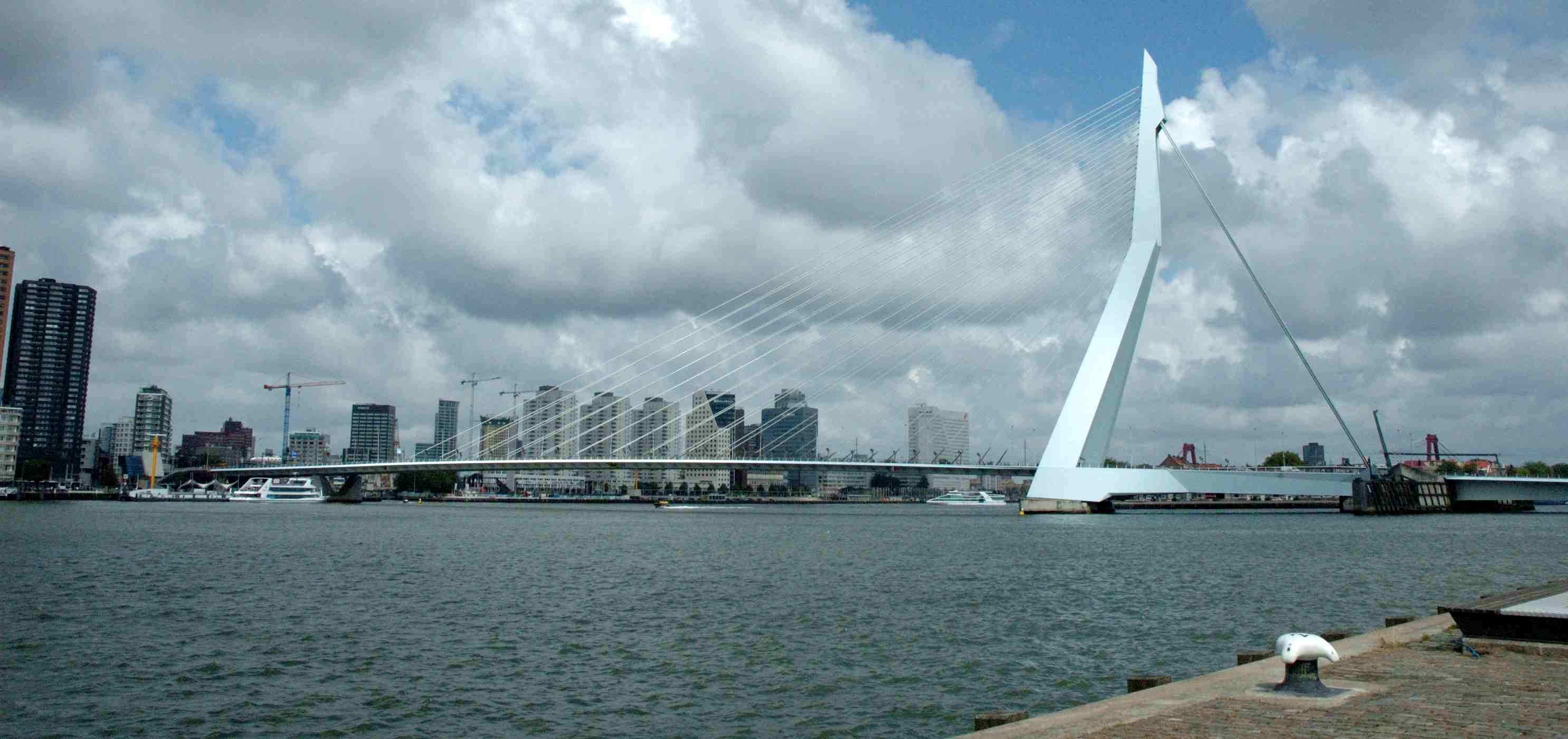
Pohled na Erasmův most z nábřeží Nové Mázy

Erasmusbrug (česky Erasmův most) je zavěšený silniční most přes řeku Nová Máza, který spojuje jižní a severní část města Rotterdam v Nizozemsku. Název dostal podle filosofa Erasma Rotterdamského.
Most se nachází na rýnském říčním kilometru 1000,86 a kilometru 11,53 nizozemské vodní cesty „102“ (Nieuwe Maas–Nieuwe Waterweg–Maasmond). Erasmusbrug je na této cestě posledním mostem, předtím, než se řeka na kilometru 46,17 (rýnském 1036,20) vlévá do Severního moře. Západně od mostu probíhá pod řekou Maastunnel a Beneluxtunnel.
Stavba započala v roce 1994, most byl dokončen v roce 1996, jeho celková délka je 802 metrů, výška asymetrického pylonu je 139 metrů a hlavní rozpětí 280 metrů. Díky svému pylonu je také přezdíván „Labuť“. Hmotnost mostu je 6800 tun. Navrhla jej v roce 1989 kancelář Van Berkel & Bos (Ben van Berkel a Caroline Bos).
V jižní části mostu je 89 metrů dlouhý zvedací most pro lodě, které nemohou proplout pod mostem. Tento zvedací most je největší a nejtěžší v západní Evropě a má největší panel svého typu na světě.
Most oficiálně otevřela královna Beatrix 6. září 1996, jeho výstavba stála 165 miliónů nizozemských guldenů, tedy asi 75 miliónů €. Krátce po otevření, v říjnu roku 1996 bylo zjištěno, že se most při zvláště silných větrech rozkolísá. K redukování tohoto kolísání byly instalovány silnější tlumiče nárazů.